# Mariä-Geburt-Kirche (Batočina)

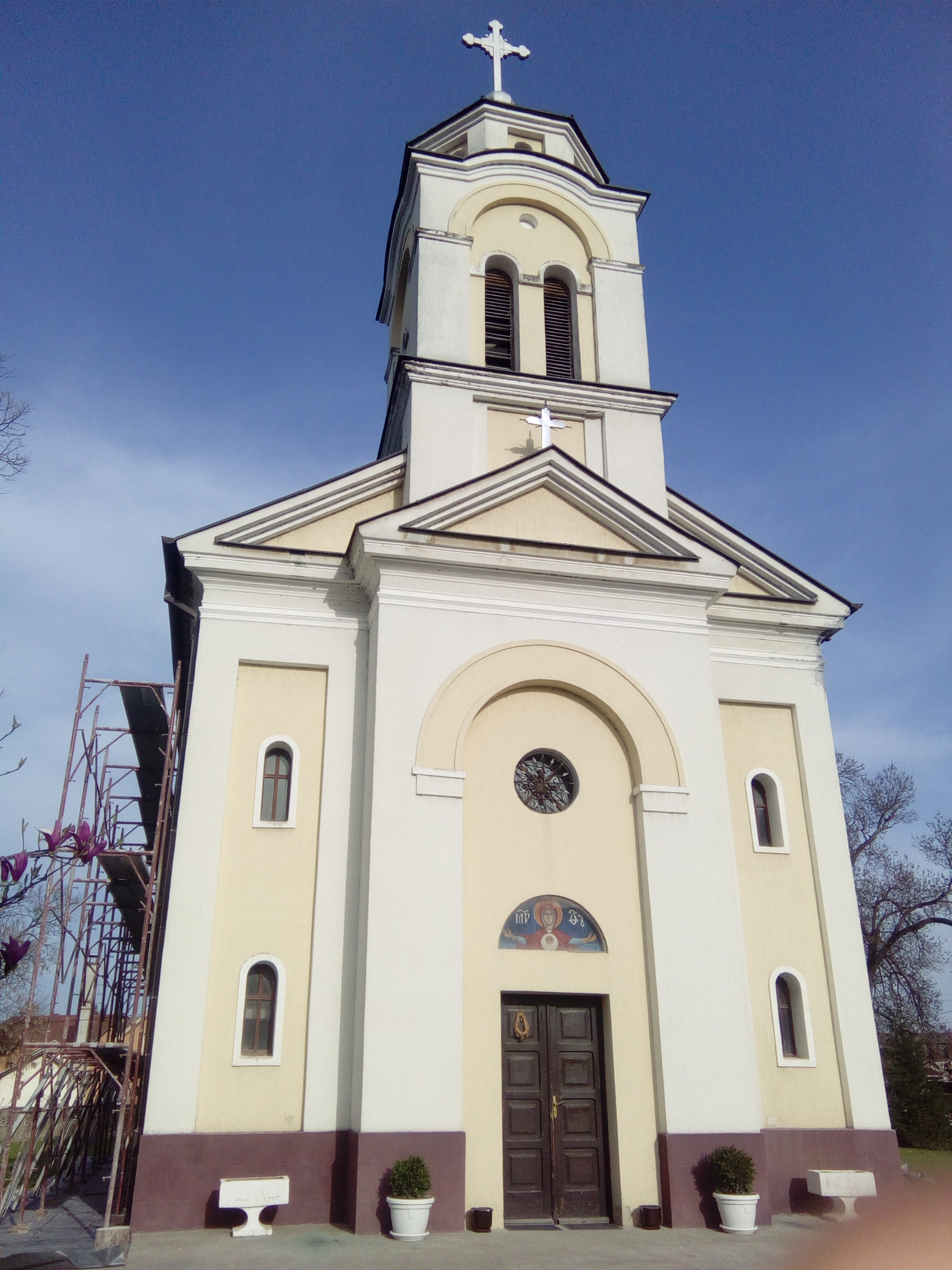
Westfassade der Mariä-Geburt-Kirche in Batočina

Die Mariä-Geburt-Kirche (serbisch: Црква Рођења Пресвете Богородице, Crkva Rođenja Presvete Bogorodice) ist eine serbisch-orthodoxe Kirche in der Stadt Batočina in Serbien. Sie ist der Geburt der allerheiligsten Gottesmutter Maria geweiht.
Die 1854 erbaute Pfarrkirche ist Sitz der Kirchengemeinde Batočina und der Pfarreien Batočina I und II im Dekanat Lepenica der Eparchie Šumadija der Serbisch-Orthodoxen Kirche.

## Lage

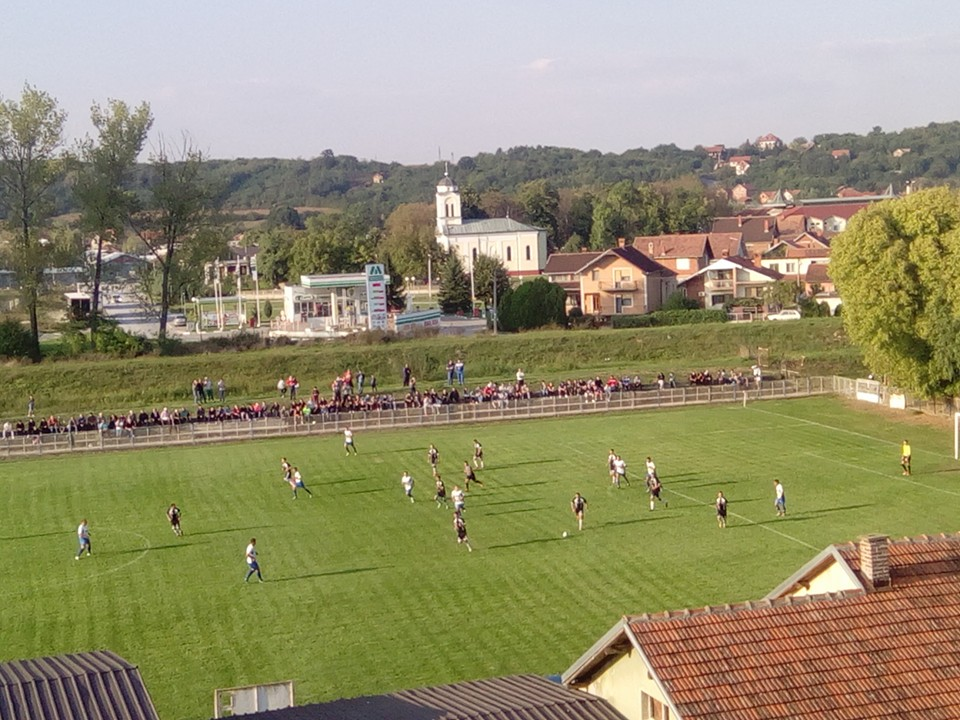
Blick auf Batočina mit der Kirche

Die Stadt Batočina ist Sitz der Opština Batočina im Okrug Šumadija und gehört zur geographischen Region Lepenica der Šumadija in Zentralserbien. Die Kleinstadt Batočina liegt jeweils um die 25 bis 30 km von den Städten Kragujevac und Jagodina entfernt.
Die Kirche steht im westlichen Stadtzentrum von Batočina nördlich des Flusses Lepenica an der Straße Ulica Kneza Miloša Obrenovića.
Im umzäunten Kirchhof stehen neben der Kirche das Pfarrhaus und eine 2012 erbaute und eingeweihte Kapelle, in der auch Kerzen angezündet werden können, mitsamt Kirchladen.

## Geschichte
Ursprünglich stand in der Stadt eine Holzkirche. Auf Initiative des von 1851 bis 1853 amtierenden Pfarrpriester von Batočina, Stefan Pantelić, wurde der Kirchenbau am 20. September 1854 begonnen. Zum leitenden Baumeister wurde Meister Nastas ernannt, dem 350 österreichische Dukaten zugesprochen wurden. Die Kirche stellte 100 Dukaten zur Verfügung, den Rest trugen die Pfarrmitglieder bei. Der Bau wurde aufgrund des herannahenden Winters noch im selben Jahr, in der Amtszeit des Pfarrpriesters Milan Vukašinović (1853–1854) abgeschlossen.
Durch die zügige Baugeschwindigkeit, das durch auftretendes Grundwasser gefährdete Gelände und das Erdbeben von 1894, dessen Epizentrum sich in Svilajnac befand, bildeten sich gefährliche Risse, was den Abriss des acht Meter langen Narthex mit Glockenturm zur Folge hatte.
In der Zwischenkriegszeit nach dem Ersten Weltkrieg im damaligen Königreich Jugoslawien änderte sich das Erscheinungsbild der Kirche nicht. Sie war weiterhin ohne Kirchturm und war im Inneren nicht mit Fresken bemalt. Das Projekt des Architekten Branislav Marinković eines Kirchenneubaus mit Kuppel und Narthex mitsamt Glockenturm scheiterte aufgrund des Ausbruchs des Zweiten Weltkriegs.
In den 1960er Jahren im sozialistischen Jugoslawien befand sich die Kirche in einem sehr schlechten Zustand, weshalb eine Renovierung der Kirche vorgeschlagen wurde, auch sollte der Wiederaufbau des Narthex und des Kirchturms stattfinden. Die Renovierung und der Wiederaufbau der Kirche begannen 1966. Ein neuer Kirchturm wurde errichtet, das Dach sowie Innen- und Außenfassaden erneuert. 1975 waren die Arbeiten abgeschlossen. Am 7. September 1975 weihte der Bischof der Eparchie Šumadija Valerijan Stefanović die Kirche neu.
1984 wurde ein neues Pfarrgebäude gebaut und der neue Zaun um den Kirchhof wurde 1992 fertiggestellt.
1999 wurde die Stadt Batočina von einer großen Überschwemmung heimgesucht, bei der auch die Kirche beschädigt wurde.
Am 12. September 2002 weihte der Bischof der Eparchie Šumadija Jovan Mladenović das restaurierte Kirchenkreuz ein.
Die Kirche wurde 2003 renoviert. Der Innenraum wurde verputzt, Risse in den Wänden repariert und Vorbereitungen zum Ausmalen der Kirche mit Fresken wurden getroffen. Die Außenfassade der Kirche wurde neu verputzt und gestrichen. Mit Hilfe der Gläubigen wurde die von Nikola Marković im Jahre 1872 hergestellte Ikonostase restauriert.

## Architektur

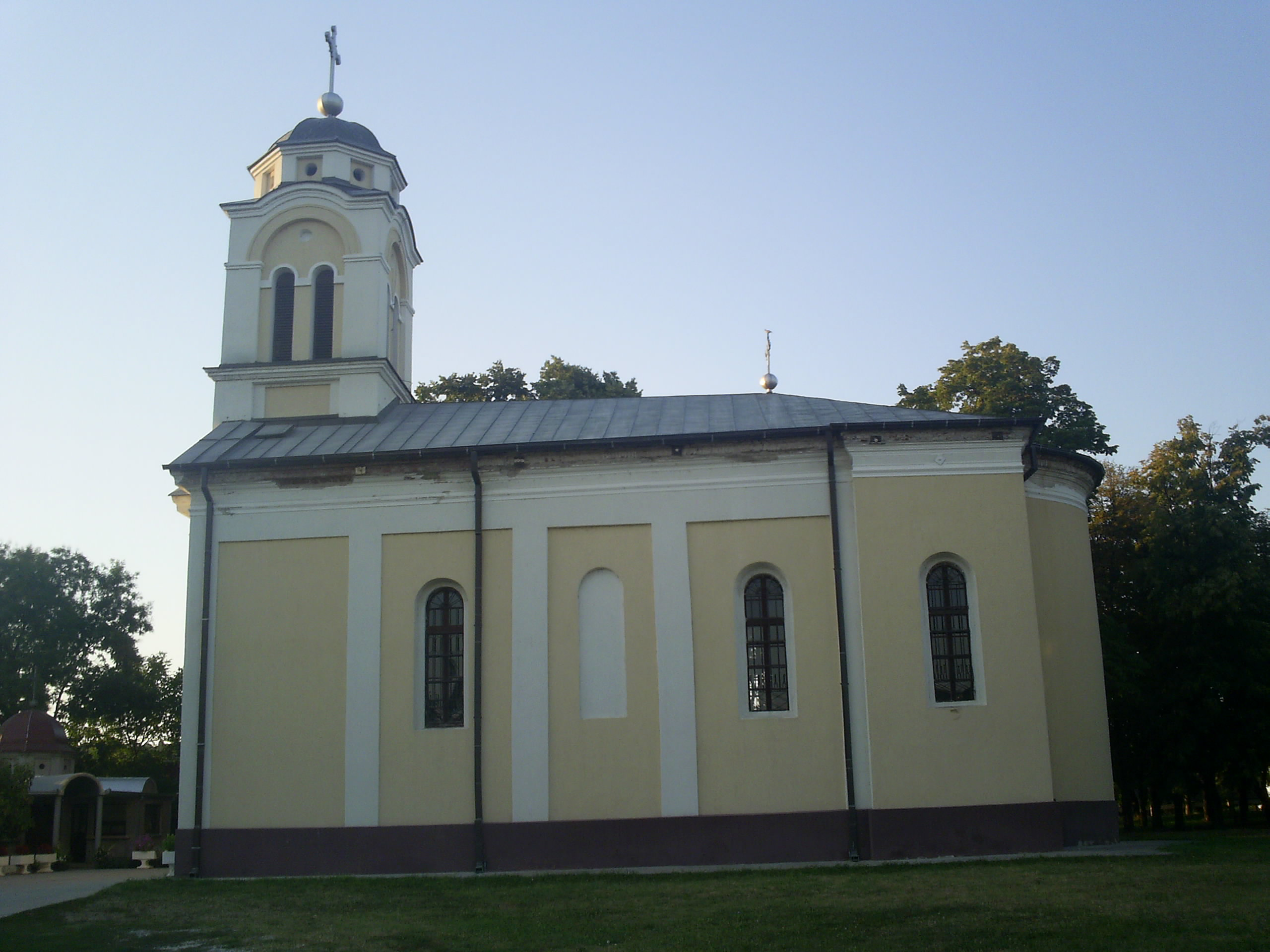
Die Nordfassade der Kirche

Das Kirchengebäude im Stile des Klassizismus (mit vor allem am Kirchturm auffallenden Elementen des Serbisch-byzantinischen Stils) ist als einschiffige Kirche rechteckiger Basis mit einem halbkreisförmigen Gewölbe ohne Kuppel, einer halbkreisförmigen Altar-Apsis im Osten, kleinen rechteckigen Seitenkonchen und einem Kirchturm über dem Narthex im Westen konzipiert worden.
Die Kirchenwände sind aus Schotter und Ziegeln gebaut und die Fassade ist verputzt und gestrichen. An der Fassade sind zahlreiche dekorative Elemente einfacher stilistischer Gestaltung vorhanden. Das Dach war ursprünglich mit Ziegeln bedeckt.
Die Kirche besitzt mehrere Bogenfenster an der Nord- und Südseite und auch eines an der Apsis im Osten. Vier kleinere Bogenfenster befinden sich an der Westfassade, und ein abgerundetes Fenster befindet sich über dem Eingang. Alle Fenster und Türen sind aus Holz. Der Kircheneingang befindet sich an der Westseite über dem sich ein  Patronatsfresko der Allerheiligsten Gottesmutter Maria befindet. Es gibt einen zur Zeit zugemauerten Eingang an der Südseite.
Die Kirche ist 19,30 Meter lang und 11 Meter breit. Über dem Narthex befindet sich eine Galerie, die über eine Treppe auf der Nordseite zugänglich ist. Die Treppe hat einen eisernes Geländer. Das Naos ist 10,40 m lang und im alten Teil der Kirche 8,2 m breit und im wiederaufgebauten Teil 8,45 m breit. Im Kirchenschiff stehen vier Säulen, die wie die Decke im Abschluss gewölbt sind.
Auf einer der östlichen Säulen befindet sich die marmorne Gedenkplatte des Priesters Milan Milovanović. Der Kronleuchter ist ein neueres Werk und ein Geschenk des Klosters Grnčarica.
Die Kirche ist mit byzantinischen Fresken bemalt und besitzt typisch für orthodoxe Kirchenbauten eine Ikonostase mitsamt Ikonen.

### Ikonostase und Ikonen
Fast die gesamte Ikonostase wurde im 19. Jahrhundert hergestellt. Aus der alten Holzkirche, die um 1830 erbaut wurde, stammen die Mariä-Geburt-Ikone und die Ikone des Hl. Johannes des Täufers, gemalt von Janja Moler, dem Hofmaler des Fürsten Miloš Obrenović.
Während der Amtszeit des Priesters Dimitrije Pavlović wurde die heutige Ikonostase hergestellt, höchstwahrscheinlich ist sie das Werk von Nikola und Milija Marković, Vater und Sohn, aus der serbischen Hauptstadt Belgrad. Die Ikonostase wurde in der Stadt Smederevo hergestellt und erreichte Batočina über die Flüsse Donau und Morava.
Die Ikonostase ist dreistöckig, sechs Meter breit und besteht aus 26 Ikonen. Auf dem Ikonostasensockel gibt es die vier Ikonen: Flucht nach Ägypten, Hl. Erzengel Gabriel erscheint Hl. Zacharias, Christus und die Samariterin und Treffen der Mütter.
Die erste Zone der Ikonostase besteht aus elf Ikonen: Mariä-Geburt, Hl. Erstmärtyrer und Erzdiakon Stefan, die Hl. Großmärtyrer Georg und Dimitri, die Gottesmutter-Ikone-Hodegetria, die carske dveri mit der Mariä Verkündigung und Hl. Erzengel Gabriel, die Allerheiligste Gottesmutter Maria, Das letzte Abendmahl, Christus Pantokrator, Hl. Erzengel Michael, die Hl. Apostel Peter und Paul und der Hl. Johannes der Täufer.
In der zweiten Zone gibt es sieben Ikonen: Hl. Prophet Elias, Hl. Prophet Jeremias, Hl. Prophet Moses, Heilige Dreifaltigkeit, nochmals eine Ikone des Hl. Propheten Elias, Hl. Prophet Ezechiel und Hl. Prophet Daniel.
Die dritte Zone besteht aus den Ikonen: Abnahme Jesu vom Kreuz, die Allerheiligste Gottesmutter Maria, Kreuzigung Christi und Hl. Apostel Johannes.
Alle Ikonen auf der Ikonostase sind mit Öltechnik auf Leinwand und Holz gemalt.